# Jean Grémillon
Jean Grémillon (Bayeux, 3 oktober 1901 - Parijs, 25 november 1959) was een Frans filmregisseur en scenarioschrijver. Hij regisseerde 17 speelfilms, voor het merendeel drama's en melodrama's. Hij heeft ook heel wat korte films op zijn naam staan, de meeste zijn documentaires.

## Leven en werk

### Afkomst, opleiding en eerste stappen in het muziek- en filmmilieu
Grémillon werd als zoon van een spoorwegambtenaar in Normandië geboren. Al vroeg voelde hij zich aangetrokken tot de muziek. In 1920 zakte hij af naar Parijs om er te studeren aan de Schola Cantorum, een school die hoger muziekonderwijs aanbood. In het kunstmilieu maakte hij niet alleen kennis met mensen als Charles Dullin maar ook met de wereld van de bioscoop, hij verzorgde immers als orkestviolist mee de muzikale begeleiding van stomme films. Zo ontmoette hij ook Georges Périnal, de man van zijn collega pianiste. Périnal was een projectionist die later een bekende cameraman zou worden. Samen met hem maakte hij in de jaren twintig een heel aantal documentaires die voor zichzelf sprekende titels hadden als Les Parfums, La Fabrication du fil of La vie des travailleurs italiens en France. 

### 1927-1936: beginjaren als filmregisseur
In 1927 werd Grémillon aangesproken door Charles Dullin die interesse was beginnen opvatten voor de cinema en die onlangs zijn eigen productiemaatschappij had gesticht. Hij draaide zo Maldone, zijn eerste langspeelfilm die echter weinig succes kende.
Het scenario voor zijn volgende film Gardiens de phare (1929), werd geschreven door Jacques Feyder. Die film kreeg een beter onthaal en bracht hem in contact met Charles Spaak die het scenario voor La Petite Lise (1930), zijn eerste geluidsfilm, schreef. De film werd als heel gewaagd ervaren door het publiek en werd een mislukking. Zo zag Grémillon zich verplicht minder ambitieuze films te maken zoals Daïnah la métisse (1931) waarvoor hij opnieuw samenwerkte met Charles Spaak. In 1934 vertrok hij naar Spanje waar hij enkele films opnam zoals ¡Centinela, alerta! (1936) die hij samen met Luis Buñuel regisseerde.

### 1937-1943: de grote successen
In 1937 kreeg hij van de Franse afdeling van de Duitse filmstudio UFA de kans om Gueule d'amour (1937) op te nemen met Jean Gabin in de hoofdrol. Spaak, die het scenario voor zijn rekening nam, werkte ook mee aan L'Étrange Monsieur Victor (1938), Grémillons volgende film. Beide werken waren een groot commercieel en artistiek succes. Voor Remorques (1941) herenigde hij het mythische koppel Jean Gabin-Michèle Morgan en sleutelde Spaak samen met André Cayatte en Jacques Prévert aan het scenario. Dankzij die film ontmoette hij Madeleine Renaud die nog 3 keer met hem zou werken, onder meer in Le ciel est à vous (1943), zijn meest succesrijke film. Hij bracht in 1944 ook nog veel beelden over de landing in Normandië bij elkaar wat zou resulteren in zijn oorlogsdocumentaire Le 6 juin à l'aube (1944).

### Latere carrière
Na de bevrijding kreeg hij zijn projecten voor historische films over de Commune van Parijs en over de Spaanse Burgeroorlog niet van de grond. In 1949 nam hij de regie van Pattes blanches over van Jean Anouilh. Na zijn twee laatste speelfilms keerde hij terug naar zijn eerste liefde, namelijk het draaien van kortfilms en documentaires.
Jean Grémillon stierf op 58-jarige leeftijd in 1959, op dezelfde dag als Gérard Philipe.

## Filmografie

### Korte films
- 1923 - Le Revêtement des routes (documentaire)
- 1923 - Chartres (documentaire)
- 1924 - L'Étirage des ampoules électriques (documentaire)
- 1924 - Les Parfums (documentaire)
- 1924 - Le Roulement à billes (documentaire)
- 1924 - La Photogénie mécanique
- 1924 - La Fabrication du fil (documentaire)
- 1924 - La Fabrication du ciment artificiel (documentaire)
- 1924 - La Bière (documentaire)
- 1924 - Du fil à l'aiguille (documentaire)
- 1925 - Les Aciéries de la marine et d'Homécourt (documentaire)
- 1925 - L'Électrification da la ligne Paris-Vierzon (documentaire)
- 1925 - L'Éducation professionnelle des conducteurs de tramway (documentaire)
- 1925 - L'Auvergne (documentaire)
- 1925 - La Naissance des cigognes (documentaire)
- 1926 - La Vie des travailleurs italiens en France (documentaire)
- 1926 - La Croisière de l'Atalante (documentaire)
- 1927 - Gratuités
- 1928 - Bobs
- 1932 - Le Petit Babouin
- 1944 - Le 6 juin à l'aube (documentaire)
- 1949 - Les Charmes de l'existence
- 1951 - Les Désastres de la guerre
- 1952 - L'Encyclopédie filmée - deel Alchimie
- 1952 - Astrologie ou le miroir de la vie
- 1955 - La Maison aux images
- 1958 - André Masson et les quatre éléments

### Middellange films
- 1926 - Un tour au large
- 1933 - Gonzague (ook bekend als L'accordeur)

### Lange speelfilms
- 1928 - Maldone
- 1929 - Gardiens de phare
- 1930 - La Petite Lise
- 1931 - Daïnah la métisse
- 1932 - Pour un sou d'amour
- 1934 - Dolorosa
- 1935 - Valse royale
- 1936 - Les Pattes de mouches
- 1936 - ¡Centinela, alerta!
- 1937 - Gueule d'amour
- 1938 - L'Étrange Monsieur Victor
- 1941 - Remorques
- 1942 - Lumière d'été
- 1943 - Le ciel est à vous
- 1949 - Pattes blanches
- 1951 - L'Étrange Madame X
- 1954 - L'Amour d'une femme